# Dyer D. Lum
 (septembre 2017).
Si vous disposez d'ouvrages ou d'articles de référence ou si vous connaissez des sites web de qualité traitant du thème abordé ici, merci de compléter l'article en donnant les références utiles à sa vérifiabilité et en les liant à la section « Notes et références ».
Pour les articles homonymes, voir Lum.
Dyer Daniel Lum, né en 1839, est un activiste et poète américain. Il se suicide le 6 avril 1893, au terme d’une grave dépression.
C’était un activiste progressiste et anarchiste américain qui a essentiellement été connu comme camarade des anarchistes collectivistes de Haymarket Square et avocat de la violence révolutionnaire.
C’était aussi un adepte des positions économiques de Benjamin Tucker et un apologue du syndicalisme. Comme idéologue radical, Lum ne faisait pas qu’écrire pour ses amis ou pour les historiens de l’avenir, mais il essayait d’expliquer, de critiquer et de résoudre beaucoup des problèmes qu’engendre l’industrialisation.
Après l’arrestation et l’exécution de d’Albert Parsons, il assurera la publication du journal The Alarm en collaboration avec Lizzie Holmes.